# 杉山晋輔
杉山 晋輔（すぎやま しんすけ、1953年〈昭和28年〉5月14日 - ）は、日本の外交官。外務事務次官を経て、アメリカ合衆国駐箚特命全権大使を務めた。2021年より、三井不動産株式会社顧問。

## 人物
愛知県出身。父は国際法学者で法大教授だった杉山茂雄。学習院初等科、東京教育大学附属中学校・高等学校（現・筑波大学附属中学校・高等学校）を経て、早稲田大学法学部在学中に外交官試験に合格し、外務省入省。

アジア大洋州局長、外務審議官等の要職を歴任し、第2次安倍内閣の下で外務事務次官を、安倍・菅義偉政権で駐米大使を務めた。

## 経歴
- 1976年10月 - 外務公務員採用上級試験合格[4]
- 1977年3月 - 早稲田大学法学部中退、翌4月外務省入省[4]
- 1978年-1980年 - 英語研修(イギリスオックスフォード大学)[5]
- 1987年-1988年 - 北米局安全保障課首席事務官[6]
- 1992年10月 - 経済局国際エネルギー課企画官[4]
- 1993年8月 - 大臣官房(事務次官室)[4]
- 1995年1月 - 総合外交政策局総務課企画官[4]
- 1995年8月 - 総合外交政策局国連政策課長[4]
- 1998年1月 - 条約局条約課長[4]
- 2000年4月 - 在大韓民国日本国大使館公使[4]
- 2004年7月 - 在エジプト日本国大使館公使[4]
- 2005年8月 - 大臣官房参事官兼中東アフリカ局[4]
- 2005年12月 - 兼経済協力局（免2006年7月）[4]
- 2006年10月 - 兼国際協力局[4]
- 2007年2月 - 大臣官房審議官兼中東アフリカ局、国際協力局[4]
- 2008年7月 - 地球規模課題審議官[4]
- 2011年1月 - アジア大洋州局長[4]
- 2013年6月 - 外務審議官（政務担当）
- 2016年6月14日 - 外務事務次官[7]
- 2018年1月19日 - 退任[8]
- 2018年1月29日 - 在アメリカ合衆国駐箚特命全権大使
- 2020年12月25日 - 閣議で冨田浩司の次期駐米大使就任決定により、杉山が近い将来駐米大使を退任することが確定[9]
- 2021年1月18日 - ドナルド・トランプ退陣を目前に控え、オンライン形式で離任前の記者会見を開く[10]
- 2021年2月26日 退官
- 2021年7月1日 三井不動産株式会社 顧問

## 外交官としての主な活動
杉山晋輔は外務省アジア大洋州局長や外務審議官を経て、外務事務次官・駐米大使などを歴任し、日米同盟の深化や対中・対韓外交に関与した。とくに2010年代には、慰安婦問題や歴史認識をめぐる国際的議論の中で、日本政府の立場を国際社会に説明する代表的な役割を果たした。
2017年初頭、釜山の日本総領事館前に慰安婦像が新たに設置された際、日本政府はウィーン条約（外交関係に関するウィーン条約）への抵触の可能性を理由に韓国政府に抗議し、駐韓大使らの一時帰国、通貨スワップ協議の中断などの対抗措置を講じたと報じられている。

## 杉山談話
2016年2月16日、杉山晋輔外務審議官（当時）は、スイス・ジュネーブで開かれた国連女子差別撤廃委員会（CEDAW）において、日本政府代表団長として出席し、慰安婦問題に関する日本政府の見解を説明した。この発言は「杉山談話」としても言及され、後に外務省の日本語および英語公式サイトに要旨が掲載された。
杉山は、日本政府が1990年代に実施した調査の結果、慰安婦の募集や移送において日本軍や官憲によるいわゆる「強制連行」を直接裏付ける資料は確認されなかったと述べた。また、被害者数として国際的に流布されている「20万人」という数字には具体的な根拠がなく、「性奴隷（sex slaves）」という表現も事実に反するとの立場を説明した。
さらに杉山は、こうした誤認の背景として、故・吉田清治が1983年に出版した著書『私の戦争犯罪』において「済州島で女性を狩り出した」と語った虚偽証言と、それを朝日新聞などが事実として大きく報道したことが国際社会での誤解を広める原因となったと主張した。
また、杉山は日本政府の過去の行為に対する謝罪と反省の意思を強調し、元慰安婦の尊厳と名誉の回復に向けた努力として、2015年の日韓合意に基づき10億円を拠出したことを説明した。日本政府としてはこの合意により「最終的かつ不可逆的な解決」が確認されたとの立場を示した。

## エピソード
2001年に発覚した外務省機密費流用事件において、当時の斎藤邦彦次官付き秘書官をしていた杉山も、2億円の流用着服疑惑等で名前が挙がった。
外務省アジア大洋州局長在職中の2012年、中国当局の船が尖閣諸島の日本側海域に侵入する問題がたけなわの頃、駐日中国大使館の韓志強公使に、電話を通じて「日本の領海への侵入は容認できない」との抗議を行った。
2015年7月6日、ユネスコ諮問機関イコモスによる端島の第39回世界遺産委員会における登録勧告に対して、登録反対運動をしていた韓国と取り付けた日韓合意が韓国側により突如反故にされた。この対応で、岸田文雄外相、杉山晋輔政務担当外務審議官らと連携をとる佐藤地ユネスコ大使は、韓国代表側が求める徴用工に言及する“強い言葉（「forced labor」）”を一段和らげた形ながら、その趣旨を大幅に盛り込む形で譲歩した。
2017年12月19日、中国外交部の報道官華春瑩が定例記者会見で恩賜上野動物園のパンダ「シャンシャン」（香香、Xiāng Xiāng）について日本人記者から質問を受け、当時外務次官だった杉山（中国語読みでShān Shān、つまりシャンシャン）に関する質問と勘違いするという珍事が発生した。
2023年、34歳歳下の妻に対するDV疑惑で警察沙汰のトラブルに発展していたことが写真週刊誌に報道された。

## 著書

### 共著
- 『国際紛争の多様化と法的処理―栗山尚一先生・山田中正先生古稀記念論集』（信山社, 2007年）
- 『国際法の新展開と課題―林司宣先生古稀祝賀』（信山社, 2009年）

## 同期
- 秋元義孝（12年駐オーストラリア大使・10年儀典長・大使）
- 佐野利男（13年軍縮会議代表部大使・10年駐デンマーク大使・08年軍縮不拡散・科学部長）
- 鈴木敏郎（12年中東・北アフリカ諸国情勢担当大使・10年駐シリア大使・08年中東アフリカ局長）
- 梅本和義（13年国連次席大使・11年駐スイス大使・08年北米局長）
- 長崎輝章（13年駐バチカン大使・10年駐グアテマラ大使）
- 太田清和（10年シアトル総領事）
- 佐藤悟（11年駐スペイン大使・10年外務報道官・08年中南米局長）
- 小寺次郎（12年駐サウジアラビア大使・10年欧州局長・08年国際情報統括官）
- 八木毅（12年駐印大使兼ブータン大使・10年経済局長）
- 長嶺安政（13年外務審議官（経済）・12年駐オランダ大使・10年国際法局長）
- 深田博史（13年駐ベトナム大使・10年駐セネガル大使・08年領事局長）
- 角茂樹（11年駐バーレーン大使・08年国連大使）
- 川田司（11年駐アルジェリア大使・10年領事局長）
- 井上進（11年駐コートジボワール大使）
- 小池政行（日本赤十字看護大学教授）
- 佐渡島志郎（11年駐バングラデシュ大使・10年国際協力局長）
- 花田吉隆（11年駐東ティモール大使）
- 高原寿一（12年駐チュニジア大使）
- 手塚義雅（12年駐トリニダード・トバゴ大使）